# 海南山龙眼
海南山龙眼（学名：Helicia hainanensis），为山龙眼科山龙眼属下的一个植物种。其种加词“hainanensis”意为“海南的”。